# Porteria ariasbohartae
Espèce
Porteria ariasbohartae est une espèce d'araignées aranéomorphes de la famille des Desidae.

## Distribution
Cette espèce est endémique de la région des Fleuves au Chili,. Elle se rencontre vers le parc Oncol.

## Description
Le mâle holotype mesure 4,76 mm et la femelle paratype 5,36 mm.

## Systématique et taxinomie
Cette espèce a été décrite par Morrill, Crews, Esposito, Ramírez et Griswold en 2023.

## Étymologie
Cette espèce est nommée en l'honneur d'Elizabeth Arias-Bohart.

## Publication originale
- Morrill, Crews, Esposito, Ramírez & Griswold, 2023 : « A revision of the genus Porteria and the phylogeny and biogeography of Porteriinae (Araneae: Desidae). » Zoological Journal of the Linnean Society, vol. 198, no 2, p. 368-461.